# ديف ليتل
ديف ليتل (بالإنجليزية: Dave Little)‏ هو لاعب كرة قدم أسترالية أسترالي، ولد في 7 يناير 1931.

## وصلات خارجية
- ديف ليتل على موقع AustralianFootball.com (الإنجليزية)
- ديف ليتل على موقع AFLtables.com (الإنجليزية)